# Sierra de la Cova de la Serpe
La sierra de la Cova de la Serpe es una sierra gallega ubicada entre las provincias de Lugo y La Coruña, en Galicia. Consigue su mayor altura en el Monte de Cova da Serpiente, con 841 m.

## Características
Se trata de un pequeño cordal montañoso de unos 25 kilómetros de longitud, que se extiende en dirección N-S. Forma parte del conjunto de sierras, denominadas por los geógrafos, en conjunto, la dorsal atlántica o Dorsal gallega, que atraviesa Galicia desde la Estaca de Bares - sierra de Faladoira - hasta la sierra de Faro de Avión, en las lindes entre Orense y Pontevedra, siguiendo una línea de dirección meridiana, de alrededor de 200 km. La sierra de Cova da Serpiente separa aproximadamente los ayuntamientos de Curtis y Sobrado, en la provincia de La Coruña, de los de Guitiriz y Friol en la de Lugo.
La sierra sirve para la cría de ganado vacuno y caballar libre. Por zona hay grandes plantaciones de pinos. En la cumbre de la sierra hay varias antenas de telecomunicaciones y un parque eólico.
| Nombre del Parque Eólico              | Ayuntamiento    | Molinos | Fecha | Empresa                                   | PotenciakW |
| ------------------------------------- | --------------- | ------- | ----- | ----------------------------------------- | ---------- |
| P. Y. Cueva de la Serpiente           | Friol, Guitiriz | 12      | 2009  | Parque Eólico Cueva de la Serpiente SL    | 24.000     |
| P. Y. Amplición Cueva de la Serpiente | Friol, Guitiriz | 12      | 2012  | Parque Eólico Cueva de la Serpiente II SL | 25.200     |